# Spinocalanus oligospinosus
Spinocalanus oligospinosus är en kräftdjursart som beskrevs av Mungo Park 1970. Spinocalanus oligospinosus ingår i släktet Spinocalanus och familjen Spinocalanidae. Inga underarter finns listade i Catalogue of Life.